# Mia Dillon
Mia Dillon (Colorado Springs, 9 juli 1955) is een Amerikaanse actrice.

## Biografie
Dillon begon met acteren in het theater, zij maakte in 1978 haar debuut op Broadway met het toneelstuk Da. Hierna speelde zij nog meer rollen op Broadway en off-Broadway.
Dillon begon in 1979 met acteren voor televisie in de film Night-Flowers. Hierna heeft zij nog meerdere rollen gespeeld in films en televisieseries zoals The Money Pit (1986), A Shock to the System (1990) en Law & Order (1992-2009).
Dillon is in 1999 getrouwd met acteur Keir Dullea en woont met haar man in Manhattan (New York) en Connecticut.

## Filmografie

### Films
Uitgezonderd korte films.
- 2023 Are You There God? It's Me, Margaret. - als Mary Hutchins
- 2020 Never Rarely Sometimes Always - als directrice vrouwencentrum
- 2017 April Flowers - als ms. Moore
- 2016 Ordinary World - als Joan
- 2013 Isn't It Delicious – als Molly
- 2010 All Good Things – als tante van Katie
- 2009 All Me, All the Time – als Sharon
- 2007 First Born – als gaste op feest
- 2005 Duane Hopwood – als rechter
- 2003 Our Town – als Mevr. Soames
- 2003 Gods and Generals – als Jane Beale
- 2000 Mary and Rhoda – als moeder
- 1990 Fine Things – als Tracy
- 1990 A Shock to the System – als secretaresse van Graham
- 1986 The Money Pit – als Marika
- 1985 Lots of Luck – als Jessie Foley
- 1980 The Molders of Troy – als zuster
- 1980 The Jilting of Granny Weatherall – als Hapsay
- 1979 Night-Flowers – als Casey

### Televisieseries
Uitgezonderd eenmalige gastrollen.
- 2016 BrainDead - als Nora Ritter - 2 afl.
- 2004 The Jury – als dr. Sullivan – 3 afl.

## Theaterwerk opBroadway
- 2002 – 2003 Our Town – als Mevr. Soames
- 1990 The Miser – als Elise
- 1985 – 1986 Hay Fever – als Sorel Bliss
- 1983 The Corn Is Green – als Bessie Watty
- 1982 – 1983 Agnes of God – als Agnes
- 1981 – 1983 Crimes of the Heart – als Babe Botrelle
- 1979 Once a Catholic – als Mary Mooney
- 1978 – 1980 Da – als Mary Tate

- Library of Congress Control Number: no2005043288
- Virtual International Authority File: 19409856
- WorldCat: E39PBJdCt67MMVQHChY33cDTHC